# Pelodesis fulgens
Pelodesis fulgens là một loài bướm đêm trong họ Noctuidae.